# Mikhail Ogonkov
Mikhail Pavlovich Ogonkov (Moscou, 24 de junho de 1932 - 14 de agosto de 1979) foi um futebolista soviético, campeão olímpico. 

## Carreira
Mikhail Ogonkov fez parte do elenco medalha de ouro, nos Jogos Olímpicos de 1956.